# Diplodactylidae
Diplodactylidae zijn een familie van hagedissen die behoren tot de infraorde gekko's (Gekkota).

## Naam en indeling
De wetenschappelijke naam van de soort werd voor het eerst voorgesteld door Garth Underwood in 1954. In een vroegere indeling werd de familie als een onderfamilie van de familie gekko's (Gekkonidae) gezien, maar tegenwoordig wordt de groep als een aparte familie erkend. Er zijn 161 soorten die verdeeld zijn in 25 geslachten. Zes geslachten zijn monotypisch en worden slechts vertegenwoordigd door een enkele soort.
De Diplodactylidae delen enkele belangrijke lichaamskenmerken met de vrijwel pootloze groep van de heuppotigen (Pygopodidae), maar ook wel met andere gekkofamilies die in en rond Australië voorkomen.

## Verspreidingsgebied en levenswijze
Alle soorten komen voor in delen van Australië, Nieuw-Caledonië en Nieuw-Zeeland, van de verschillende geslachten komen er geen twee soorten voor in hetzelfde gebiedsdeel. De gekko's hebben zich dus geïsoleerd ontwikkeld. Het zijn vaak kleine, onopvallende hagedissen die soms overdag actief zijn, in tegenstelling tot de meeste gekko's. De biotoop varieert sterk, er zijn zowel bodembewonende soorten als boombewoners of soorten die in grotten leven of juist in kleine door dieren gegraven holen zoals spinnenholletjes. Veel soorten schuwen de mens niet en komen ook voor in stedelijke gebieden.
De vrouwtjes zetten steeds twee eieren af per legsel, deze hebben een zachte eierschaal.

## Beschermingsstatus
Door de internationale natuurbeschermingsorganisatie IUCN is aan 149 soorten een beschermingsstatus toegewezen. Van de soorten worden er 189 beschouwd als 'veilig' (Least Concern of LC), drie als , 'onzeker' (Data Deficient of DD), 12 als 'gevoelig' (Near Threatened of NT) en 14 als 'kwetsbaar' (Vulnerable of VU). Verder worden 21 beschouwd als 'bedreigd' (Endangered of EN) en staan 9 soorten te boek als 'ernstig bedreigd' (Critically Endangered of CR).

## Geslachten
Tot de Diplodactylidae worden de volgende geslachten gerekend;
| Naam                                    | Auteur                                                | Soorten | Verspreidingsgebied |
| --------------------------------------- | ----------------------------------------------------- | ------- | ------------------- |
| Amalosia                                | Wells & Wellington, 1983                              | 4       | Australië           |
| Bavayia                                 | Roux, 1913                                            | 12      | Nieuw-Caledonië     |
| Correlophus                             | Guichenot, 1866                                       | 3       | Nieuw-Caledonië     |
| Crenadactylus                           | Storr, 1978                                           | 3       | Australië           |
| Dactylocnemis                           | Gray, 1842                                            | 1       | Nieuw-Zeeland       |
| Dierogekko                              | Bauer, Jackman, Sadlier & Whitaker, 2006              | 9       | Nieuw-Caledonië     |
| Diplodactylus                           | Gray, 1832                                            | 27      | Australië           |
| Eurydactylodes                          | Wermuth, 1965                                         | 4       | Nieuw-Caledonië     |
| Hesperoedura                            | Bustard, 1969                                         | 1       | Australië           |
| Nieuw-Zeelandse gekko's (Hoplodactylus) | Fitzinger, 1843                                       | 2       | Nieuw-Zeeland       |
| Lucasium                                | Wermuth, 1965                                         | 14      | Australië           |
| Mniarogekko                             | Bauer, Whitaker, Sadlier & Jackman, 2012              | 2       | Nieuw-Caledonië     |
| Mokopirirakau                           | Nielsen, Bauer, Jackman, Hitchmough & Daugherty, 2011 | 5       | Nieuw-Zeeland       |
| Naultinus                               | Gray, 1842                                            | 9       | Nieuw-Zeeland       |
| Nebulifera                              | Boulenger, 1885                                       | 1       | Australië           |
| Oedodera                                | Bauer, Jackman, Sadlier & Whithaker, 2006             | 1       | Nieuw-Caledonië     |
| Dikstaartgekko's (Oedura)               | Gray, 1842                                            | 19      | Australië           |
| Paniegekko                              | Bauer, Jones & Sadlier, 2000                          | 1       | Nieuw-Caledonië     |
| Pseudothecadactylus                     | Brongersma, 1936                                      | 3       | Australië           |
| Rhacodactylus                           | Gray, 1842                                            | 4       | Nieuw-Caledonië     |
| Rhynchoedura                            | Günther, 1867                                         | 6       | Australië           |
| Strophurus                              | Fitzinger, 1843                                       | 20      | Australië           |
| Toropuku                                | Nielsen, Bauer, Jackman, Hitchmough & Daugherty, 2011 | 2       | Nieuw-Zeeland       |
| Tukutuku                                | Thomas, 1981                                          | 1       | Nieuw-Zeeland       |
| Woodworthia                             | Garman, 1901                                          | 3       | Nieuw-Zeeland       |